# بوئینگ وی‌سی-۲۵
بویینگ وی‌سی-۲۵ (به انگلیسی: Boeing VC-25)یک نسخه نظامی از هواپیمای بوئینگ ۷۴۷ است که برای حمل و نقل ریاست جمهوری آمریکا اصلاح شده و توسط نیروی هوایی ایالات متحده با عنوان ایرفورس وان به کار گرفته می‌شود. هر هواپیمایی حامل رئیس‌جمهور ایالات متحده با این نام شناخته می‌شود.
فقط دو نمونه از این نوع هواپیما ساخته شده‌است؛ که دو بوئینگ ۷۴۷–۲۰۰ بی‌اس اصلاح شده با نام VC-25A و با شماره دم ۲۸۰۰۰ و ۲۹۰۰۰ است. اگرچه از لحاظ فنی، نام هواپیمای ایرفورس وان تنها در زمانی که رئیس‌جمهور در حال پرواز است به هواپیما گفته می‌شود اما این اصطلاح به‌طور کلی برای اشاره به هواپیمای VC-25 استفاده می‌شود. این دو هواپیما اغلب در ارتباط با هلیکوپترهای مرین وان هستند. دو هواپیمای جدید که وی‌سی-۲۵بی (VC-25B) نام دارند و بر اساس بوئینگ ۷۴۷–۸ ساخته می‌شوند و تا سال ۲۰۲۵ تحویل خواهند شد.

## طراحی و پیکربندی

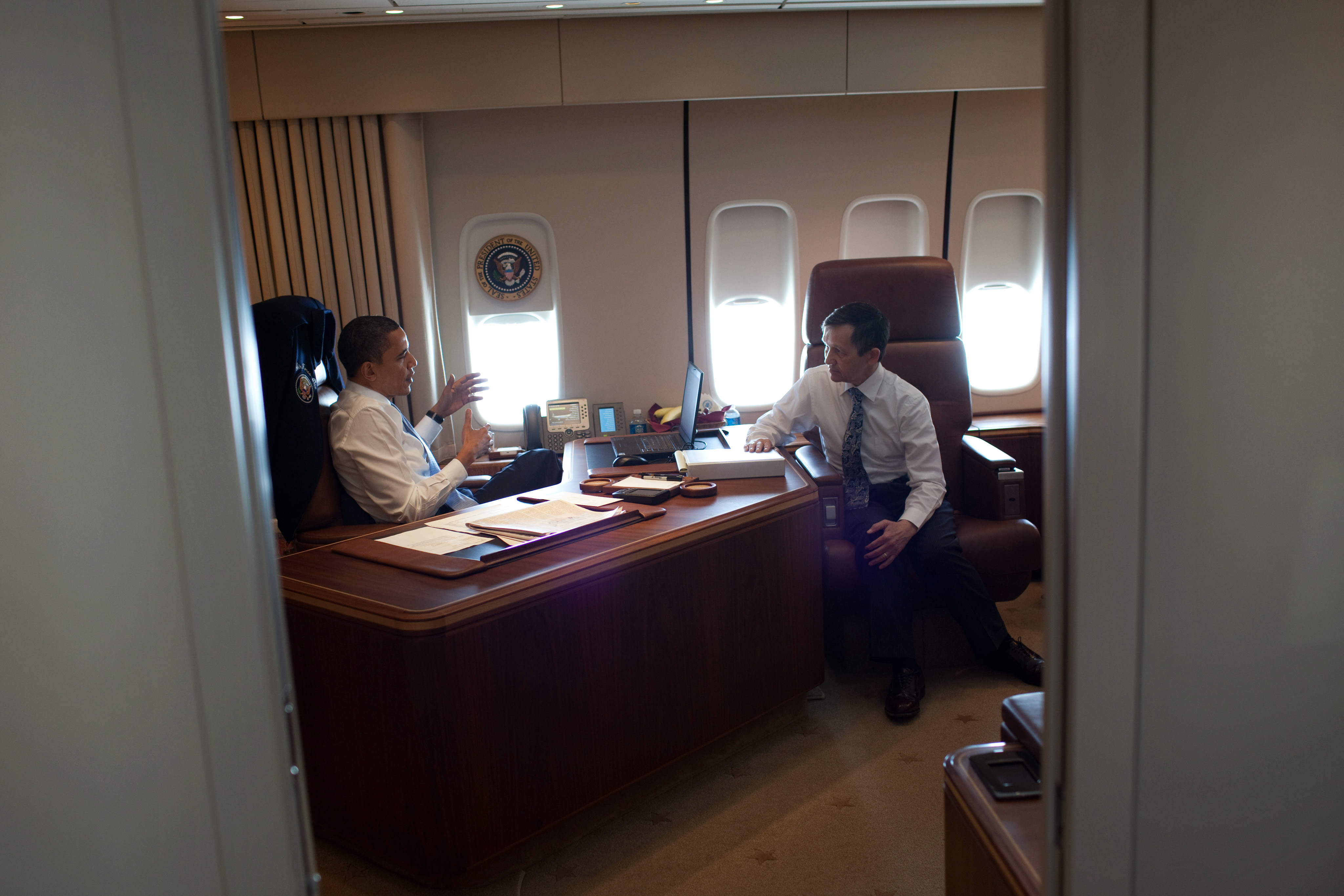
دیدار باراک اوباما، رئیس‌جمهور وقت آمریکا با دنیس کوسیچینی در ایرفورس وان در مسیر کلیولند، اوهایو - مارس ۲۰۱۰

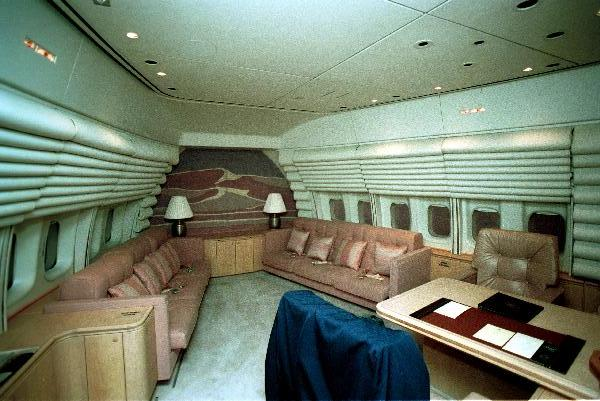
بخش خصوصی رئیس‌جمهور و بانوی اول. نیمکت‌های این بخش به تخت تبدیل می‌شوند.

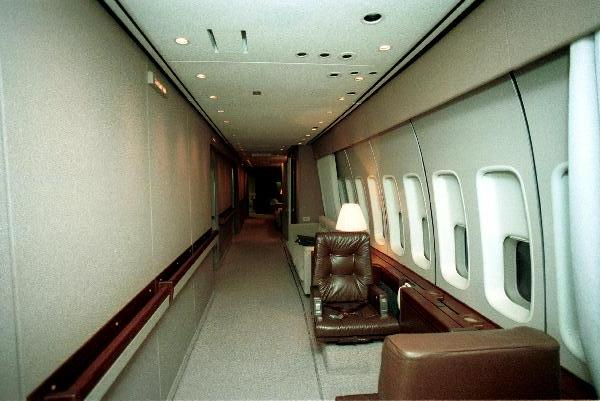
این دو صندلی به‌طور معمول توسط نمایندگان سرویس مخفی ایالات متحده آمریکا استفاده می‌شوند.

وی‌سی-۲۵ قادر به پرواز تا مسافت ۷۸۰۰ مایل (۱۲۶۰۰ کیلومتر) - حدود یک سوم کره زمین- بدون سوخت‌گیری است.
وی‌سی-۲۵ای می‌تواند بیش از ۷۰ مسافر را در خود جای دهد و قیمت هر فروند از آن حدود ۳۲۵ میلیون دلار است. این هواپیما دارای همانند یک بوئینگ ۷۴۷ معمولی، دو طبقه اصلی و یک محفظه حمل بار است دارد که مساحت آن ۴۰۰۰ فوت مربع (۳۷۰ متر مربع) است و برای وظایف ریاست‌جمهوری تنظیم شده‌است. پایین‌ترین سطح این هواپیما، عمدتاً برای حمل بار و مواد غذایی استفاده می‌شود.

### کاخ سفید
قسمت جلوی این هواپیما به‌طور غیررسمی «کاخ سفید» نامیده می‌شود که اشاره دارد به کاخ سفید، محل اقامت رسمی رئیس‌جمهور آمریکا در واشینگتن دی سی. مجتمع اجرایی رئیس‌جمهور شامل اتاق خواب با دو نیمکت است که می‌تواند به تخت، توالت و دوش و یک دفتر خصوصی یا «دفتر بیضی در نیروی هوایی» رئیس‌جمهور تبدیل شود.
در صورت لزوم، رئیس‌جمهور می‌تواند از دفترش با مردم مکالمه کند. این قابلیت پس از حملات ۱۱ سپتامبر به هواپیما اضافه شد که طی آن هواپیما مجبور به فرود در پایگاه نیروی هوایی بارکسدال شد تا رئیس‌جمهور وقت، جورج دبلیو بوش، از آن‌جا پیام خود را به ملت مخابره کند.
این هواپیما همچنین شامل یک اتاق کنفرانس است. این اتاق شامل یک نمایشگر ۵۰ اینچ پلاسما است که می‌تواند برای تله کنفرانس استفاده شود. این هواپیما در تمام بخش‌های خود مجهز به سیستم‌های مخابراتی (از جمله ۸۷ تلفن و ۱۹ تلویزیون) است.

## کاربران
ایالات متحده آمریکا
- نیروی هوایی ایالات متحده
- گروه هوایی ریاست جمهوری اندرو ای‌اف‌بی، مریلند

## مشخصات (VC-25A)
ویژگی‌های عمومی
- خدمه: ۲۶ (شامل ۲ خلبان، مهندس پرواز، ناوبر و کرو کابین)[۳]
- ظرفیت: ۷۶ مسافر
- طول: ۲۳۱ فوت ۱۰ اینچ (۷۰٫۶ متر)
- عرض بال‌ها : ۱۹۵ فوت ۸ در (۵۹٫۶ متر)
- ارتفاع: ۶۳ فوت ۵ اینچ (۱۹٫۳ متر)
- حداکثر وزن پرواز : ۸۳۳۰۰۰ پوند (۳۷۵۰۰۰کیلوگرم)
- وزن نهایی: ۵۲۶۵۰۰کیلوگرم (۲۳۸۰۰۰کیلوگرم)
- قدرت‌دهنده‌ها : ۴ × سی‌اف۶ جنرال الکتریک، توربوفن

کارایی
- حداکثر سرعت : ۰٫۹۲ ماخ (۶۳۰ مایل در ساعت، ۱۰۱۵کیلومتر در ساعت) در ارتفاع ۳۵۰۰۰ فوت
- سرعت کروز : ۰٫۸۴ کیلومتر (۵۷۵ مایل در ساعت، ۹۲۵ کیلومتر در ساعت) در ارتفاع ۳۵۰۰۰ فوت است.
- مسافت : ۶۸۰۰nmi (۷۸۰۰ مایل، ۱۳۰۰۰ کیلومتر بدون سوخت‌گیری هوایی)
- بیشینه ارتفاع : ۴۵۱۰۰ فوت (۱۳۷۰۰ متر)